# Ordre des Théatins
Les Théatins ou l’ordre des Clercs réguliers (en latin : Ordo clericorum regularium) est un ordre religieux de droit pontifical constitué de clercs réguliers. Le nom de l'ordre provient de la ville où il a fondé : Theate, nom en latin de la ville de Chieti.

## Historique

Saint Gaétan de Thiène, principal fondateur de l'ordre des Théatins, peinture de Giambattista Tiepolo.

Cet ordre est fondé à Rome en 1524 par saint Gaétan de Thiène (1480 à Vicence, Italie - 1547) et Pietro Carafa, évêque de Chieti (Theate en latin), futur pape Paul IV, pour une meilleure formation du clergé. Les deux fondateurs appartenaient, chacun à sa façon, aux mouvements les plus vivants de la Réforme catholique en Italie, spécialement saint Gaëtan, qui avait participé dès 1517 à la fondation de l'oratoire de l'Amour divin (it), association de prière et de laïcs (à Gênes, Venise et Brescia). 
Avant le concile de Trente (1545-1563) il n'existe ni séminaire ni programme systématique d'études pour la formation des prêtres, aussi Gaétan de Thiène et Pietro Carafa fondent un ordre assez strict, impliquant les vœux de pauvreté, chasteté et obéissance, se voulant exemplaire pour tout le clergé. Les membres en sont sélectionnés soigneusement pour leurs qualités intellectuelles. Beaucoup d'entre eux sont par la suite devenus évêques.
Les Théatins, dont l'idéal pastoral se retrouvera dans les dispositions du concile de Trente, inaugurent ce type nouveau de congrégation religieuse dont le XVIe siècle connaîtra plusieurs réalisations, notamment avec les Jésuites, les Barnabites, les Somasques du Vénitien Girolamo Miami (saint Jérôme Emilien, mort en 1537). 
La maison mère de l'ordre se trouve à côté de l'église Sant'Andrea della Valle à Rome.
Ils s'établirent à Paris en 1644 grâce à la générosité de Mazarin. Leur église, Sainte-Anne-la-Royale, était située au no 16 du quai Voltaire (anciennement quai des Théatins)  et au no 26 de la rue de Lille  ; construite par Camillo-Guarino Guarini, elle ne fut jamais achevée. L'ordre fut supprimé, en France, en 1790.
Parmi les membres les plus connus de l'ordre, on peut citer le grand spirituel italien Laurent Scupoli (1530-1610), auteur d'un des ouvrages spirituels les plus populaires : Le Combat spirituel, publié à Venise en 1589. Vers 1700, les Théatins comptaient 1 400 membres.

## Activités et diffusion
Les Théatins se dédient au ministère sacerdotal, à l'éducation de la jeunesse et aux missions.
Ils sont présents en :
Europe : Italie, Espagne, Pays-Bas.
Amérique : Argentine, Brésil, Colombie, États-Unis, Mexique.
Au 31 décembre 2008, l'institut comptait 33 maisons avec 189 membres dont 133 prêtres. La maison généralice est à Rome en l'église Sant'Andrea della Valle.
Au 31 décembre 2014, l'institut comptait 34 maisons avec 170 membres dont 139 prêtres.

## Saints et bienheureux
- saint Gaëtan de Thiène (1480-1547) ;
- saint André Avellin (1521-1608) ;
- saint Joseph Marie Tomasi (1649-1713) ;
- bienheureux Jean Marinoni (1490-1562) ;
- bienheureux Paul Burali d'Arezzo (1511-1578) ;
- vénérable Vincent Marie Morelli (1741-1812)[2] ;
- vénérable François Olimpio (1559-1639)[3].

## Membres illustres
- Pierre Carafa (1476-1559) : devenu pape sous le nom de Paul IV ;
- Gianbernardino Scotti (1478-1568) : cardinal italien ;
- Laurent Scupoli (1530-1610) : auteur du combat spirituel ;
- Benedetta Carlini (1591-1661) : religieuse catholique italienne ;
- Antonio Agelli (1532-1608) : helléniste et évêque d'Acerno ;
- Francesco Grimaldi : (1543-1613) architecte baroque italien ;
- Joseph Zongo Ondedei (1608-1674) : évêque de Fréjus ;
- Camillo-Guarino Guarini (1624-1683) : architecte baroque italien ;
- Filippo Maria Galletti (1636-1714) : peintre italien baroque ;
- Cataldo Amodei (1649-1693) : compositeur italien ;
- Francesco Pignatelli  (1652-1734) : cardinal italien ;
- Camillo de Mari (1673-1741) : évêque d'Aléria ;
- Francesco Maria Banditi (1706-1796) : cardinal italien ;
- Paolo Maria Paciaudi (1710-1785) : archéologue et bibliothécaire italien ;
- Giuseppe Maria Capece Zurlo (1711-1801) : cardinal italien ;
- Domenico Pignatelli di Belmonte (1730-1803) : cardinal italien ;
- Giuseppe Piazzi (1746-1826) : astronome et mathématicien ;
- Pietro Cossali (1748-1815) : mathématicien ;
- Ferdinando Maria Pignatelli (1770-1853) : cardinal italien ;
- Victor de Lanneau (1758-1830) : prêtre défroqué devenu franc-maçon ;
- Gioacchino Ventura (1792-1861) : partisan d'une confédération italienne.